# توماس تومسون (سياسي)
توماس تومسون (بالإنجليزية: Thomas Thompson)‏ هو نقابي وجزار وسياسي أسترالي وبريطاني (وحمل سابقاً جنسية المملكة المتحدة لبريطانيا العظمى وأيرلندا)، ولد في 11 يوليو 1867، وتوفي في 10 يوليو 1947. حزبياً، نشط في Protestant Independent Labour Party ‏. وقد انتخب عضو مجلس النواب جنوب أستراليا من الجمعية عن دائرة Electoral district of Port Adelaide ‏ وقد انضم خلال فترته النيابية (2 يوليو 1927 – 4 أبريل 1930)  للكتلة البرلمانية Protestant Independent Labour Party ‏ وانتخب عضو مجلس النواب جنوب أستراليا من الجمعية عن دائرة Electoral district of Port Adelaide ‏ وقد انضم خلال فترته النيابية (26 مارس 1927 – 30 مايو 1927)  للكتلة البرلمانية Protestant Independent Labour Party ‏.